# Vise le ciel
Albums de Francis Cabrel
La Tournée des roses et des orties
(2009) In extremis
(2015)
Vise le ciel (sous titré ou Bob Dylan revisité) est le 12e album studio de Francis Cabrel, qui est un album uniquement composé de reprises de chansons de Bob Dylan.

## Titres
| 11 titres | 11 titres                                                             | 11 titres | 11 titres | 11 titres | 11 titres | 11 titres | 11 titres | 11 titres | 11 titres |
| No        | Titre                                                                 | Durée     |           |           |           |           |           |           |           |
| --------- | --------------------------------------------------------------------- | --------- | --------- | --------- | --------- | --------- | --------- | --------- | --------- |
| 1.        | Comme une femme (Reprise de Just Like a Woman)                        | 4:51      |           |           |           |           |           |           |           |
| 2.        | Quinn l'Esquimau (Reprise de Quinn the Eskimo (The Mighty Quinn))     | 2:29      |           |           |           |           |           |           |           |
| 3.        | D'en haut de la tour du guet (Reprise de All Along the Watchtower)    | 3:29      |           |           |           |           |           |           |           |
| 4.        | Je te veux (Reprise de I Want you)                                    | 3:57      |           |           |           |           |           |           |           |
| 5.        | On ne va nulle part (Reprise de You Ain't Goin' Nowhere (en))         | 3:36      |           |           |           |           |           |           |           |
| 6.        | Un simple coup du sort (Reprise de Simple Twist of Fate)              | 4:13      |           |           |           |           |           |           |           |
| 7.        | La Dignité (Reprise de Dignity (en))                                  | 4:21      |           |           |           |           |           |           |           |
| 8.        | Il faudra que tu serves quelqu'un (Reprise de Gotta Serve Somebody)   | 3:39      |           |           |           |           |           |           |           |
| 9.        | Tout se finit là, bébé bleu (Reprise de It's All Over Now, Baby Blue) | 5:04      |           |           |           |           |           |           |           |
| 10.       | L'Histoire d'Hollis Brown (Reprise de Ballad of Hollis Brown)         | 4:01      |           |           |           |           |           |           |           |
| 11.       | Comme Blind Willie Mc Tell (Reprise de Blind Willie McTell)           | 5:04      |           |           |           |           |           |           |           |
| 44:44     |                                                                       |           |           |           |           |           |           |           |           |

## Certification
| Pays          | Certifications |
| ------------- | -------------- |
| France (SNEP) | Platine        |